# Hollywood Roosevelt
Отель Рузвельт (англ. Hollywood Roosevelt Hotel) — отель, расположенный в Голливуде, Лос-Анджелес, по адресу Голливудский бульвар, 7000.
Названый в честь 26-го президента США Теодора Рузвельта, отель был построен на частные пожертвования известных личностей Голливуда, включая Дугласа Фэрбенкса, Мэри Пикфорд и Луиса Майера. Строительство 12-этажного здания обошлось в 2,5 млн долларов (31,6 млн долларов по современному курсу).
15 мая 1927 года отель впервые распахнул свои двери для постояльцев. В 1929 году в отеле состоялась первая церемония вручения премий «Оскар».
После реконструкции 2005 года «Голливуд Рузвельт» переживает пик популярности среди молодого поколения. Виной всему — модный ночной клуб «Тэдди», расположенный на первом этаже отеля.
С 2015 года отелем самостоятельно управляет собственная управляющая компания.
Затем, в 2016 году, отель был включен в программу Historic Hotels of America, официальную программу Национального фонда сохранения истории.